# (33948) 2000 MA2
2000 MA2 (asteroide 33948) é um asteroide da cintura principal. Possui uma excentricidade de 0.18065740 e uma inclinação de 3.47399º.
Este asteroide foi descoberto no dia 25 de junho de 2000 por Farpoint em Eskridge.